# Faustino Soto Ramos
Faustino Soto Ramos (Técpan de Galeana, Guerrero; 14 de noviembre de 1965) es Contador Público de Profesión, egresado de la Facultad de Contaduría y Administración (FCA) de la UNAM, inicia su actividad laboral en la iniciativa privada, más tarde funda su propio Despacho de Contadores Públicos.
Político de izquierda, militó en el Partido de la Revolución Democrática (PRD) durante 26 años (mayo de 1989 a octubre de 2015). Actualmente, desde 2015 milita en MORENA. Muy cercano siempre a la línea política, primero del Ingeniero Cuauhtémoc Cárdenas Solórzano y posteriormente del Lic. Andrés Manuel López Obrador.
Entre sus principales cargos públicos destacan: Director Ejecutivo de Participación Ciudadana y Jefe Delegacional en Xochimilco, Diputado Federal en la LX Legislatura, Diputado Local de la LIX Legislatura del Congreso del Estado de Guerrero, logrando ser nombrado coordinador de la fracción parlamentaria del PRD y presidente de la Comisión de Gobierno (ahora JUCOPO: Junta de Coordinación Política) de dicho Congreso, en 2011 y ratificado por amplia mayoría en 2012.

## Biografía
Es el tercero de 7 hij@s de padres campesinos, Faustino Soto Leyva (+) y Dionicia Ramos Navarrete, ambos del poblado de San Luis de la Loma, de la Costa Grande del Estado de Guerrero; cuyo sustento principal fue la producción agrícola, preponderantemente la copra (palmeras de coco). 
Ahí transcurren sus primeros 15 años, desplazándose a la Ciudad de México para estudiar el bachillerato en la UNAM.
Padre de 5 hij@s, actualmente casado por segunda vez, con la Profesora Usi Palacios Flores.

## Formación académica
Estudió en la Escuela Primaria Hermenegildo Galeana en su pueblo natal (San Luis de la Loma), y en la Escuela Secundaria del poblado contiguo, San Luis San Pedro, Gro.
Realiza sus estudios de bachillerato en la Escuela Nacional Preparatoria No. 5 de la UNAM. en la Ex Hacienda de Coapa, culminando su Licenciatura en Contaduría Pública en la FCA de la UNAM., desarrollando su seminario de titulación en el área Fiscal. 
Inicia sus estudios de Maestría en Finanzas en la Universidad del Valle de México, sin concluirla por razones de trabajo, al desplazarse al Estado de Guerrero para competir por la Diputación Local.

## Cargos públicos
Faustino Soto Ramos ha desarrollado su actividad laboral en la iniciativa privada por 14 años (1986-2000), y del año 2000 a la fecha, preponderantemente en el servicio público. Actualmente a invitación del Dr. Martí Batres Guadarrama labora en el ISSSTE.
En el ejercicio de su profesión desde muy joven, incluso trabajando y estudiando su carrera, inició su trayectoria profesional en Despachos de Contadores Públicos, en las áreas de contabilidad, auditoría y asesoría fiscal, logrando en esta área ser Gerente del Área Fiscal en prestigiado Despacho en 1995, a sus 29 años de edad, y conformando su propio Despacho de Contadores Públicos, asociado con ex-compañeras de generación (Margarita Islas y Elsa Estrada). 
11 años después de participar en la fundación y organización del PRD en la Ciudad de México, obtiene en el año 2000 su primer cargo Público como Director Ejecutivo de Participación Ciudadana en Xochimilco; posteriormente del 2003 al 2006 funge como Jefe Delegacional de Xochimilco, del 2006 al 2008 como diputado Federal en la LX Legislatura y del 2008 al 2012 como diputado Local en el Congreso del Estado de Guerrero, en cuya Legislatura (LIX) ocupó durante 2 años  (2010-2012) la Coordinación de la Fracción Parlamentaria del PRD, al mismo tiempo que fue nombrado Presidente de la Comisión de Gobierno (ahora Junta de Coordinación Política, JUCOPO) del Congreso del Estado.
Fungió como asesor en la Secretaría de Gobierno de la Ciudad de México en 2013-2014; Director de Área en Auditoría Superior de la Ciudad de México de 2018 a 2020;  Director Regional de los Programas de Bienestar del Gobierno de México, en la Costa Grande del Estado de Guerrero de 2021 a 2023 y como Director de Responsabilidades Administrativas de la Secretaría de la Contraloría General de la Ciudad de México de junio a noviembre de 2024.